# Heinade
Heinade ist eine Gemeinde im Landkreis Holzminden in Niedersachsen (Deutschland). Sie gehört der Samtgemeinde Eschershausen-Stadtoldendorf an, die ihren Verwaltungssitz in der Stadt Stadtoldendorf hat.

## Geografie

### Lage
Heinade liegt zwischen den Städten Dassel im Südosten, Holzminden im Westen und Stadtoldendorf im Norden am östlichen Rand des Naturpark Solling-Vogler. Die Gemeinde befindet sich nördlich des Sollings, südsüdwestlich des Holzbergs und westlich der Amtsberge. Die Ortschaft liegt im Quellgebiet des Spüligbachs, einem nordwestlichen Zufluss der Ilme.

### Gemeindegliederung
Für die Gemeinde sind drei Ortsteile ausgewiesen:
- Heinade (mit Pilgrim[2])
- Hellental
- Merxhausen

## Geschichte
Die Gründungszeit bzw. die Anfänge einer kontinuierlichen Besiedlung von Heinade sind unbekannt. Der Ortsname könnte auf einen relativ alten Ort hindeuten, die urkundliche Überlieferung setzt jedoch erst relativ spät ein: Eine urkundliche Erwähnung eines Ortes namens Henede aus dem Jahre 1272, die manchmal Heinade zugeordnet wird, könnte sich auch auf Heinde beziehen. Die erste sichere Erwähnung stammt aus dem Homburger Lehnsregister um das Jahr 1300, der Ort wird hier wie auch in späteren Urkunden als Heina bezeichnet. Die Endung -ade ist erst seit dem Ende des 16. Jahrhunderts überliefert. Seit dem 17. Jahrhundert wurde die Pfarre in Heinade mit jener in Deensen verbunden. Bei jedem Pfarrerwechsel erfolgte jedoch eine gesonderte Belehnung Deensens mit Heinade durch den Landesherrn, da dieser einst die Pfarrgüter stiftete. Mitte des 19. Jahrhunderts zählte der Ort 524 Einwohner.
Bis Ende 2010 war Heinade staatlich anerkannter Erholungsort.
Eingemeindungen
Am 1. Januar 1973 wurden die Gemeinden Hellental und Merxhausen eingegliedert.

## Politik

### Gemeinderat
Der Gemeinderat, der die Gemeinde Heinade vertritt, setzt sich aus neun Mitgliedern zusammen. Dies ist die festgelegte Anzahl an Ratsmitgliedern für die Mitgliedsgemeinde einer Samtgemeinde mit einer Einwohnerzahl zwischen 501 und 1.000 Einwohnern. Die Ratsmitglieder werden durch eine Kommunalwahl für jeweils fünf Jahre gewählt.
Bei der Kommunalwahl 2021 ergab sich folgende Sitzverteilung:
| Gemeinderat 2021Insgesamt 9 Sitze - Grüne: 1 - WGHMH: 7 - parteilos: 1 |

### Bürgermeister
Der ehrenamtliche Bürgermeister Lutz Rawisch (CDU) wurde auf der konstituierenden Sitzung des Rates im November 2021 für eine zweite Amtsperiode wiedergewählt.

## Verkehr
Heinade liegt an der Landesstraße 580 die von Dassel nach Negenborn führt und dort auf die Bundesstraße 64 trifft. In der Ortsmitte von Merxhausen führt die Kreisstraße 48 als einzige öffentliche Straße nach Hellental.

## Kultur und Sehenswürdigkeiten

### Kirche

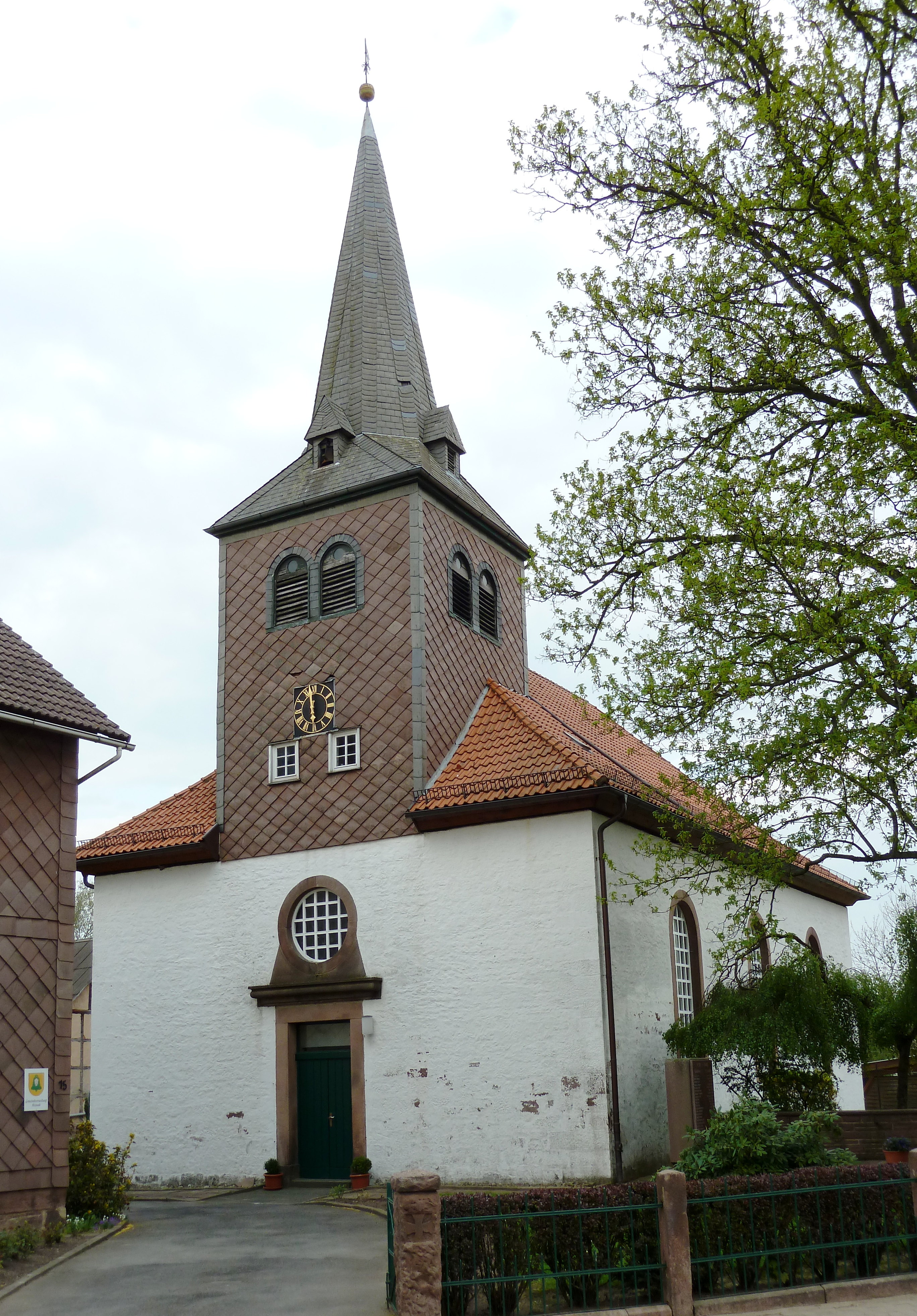
Dorfkirche

Die Kirche wurde 1823 erbaut. Sie ersetzte ein 1624 anstelle einer älteren Kapelle errichtetes Kirchengebäude, das 1822 wegen Baufälligkeit abgerissen worden war. Die heute zum Kirchenkreis Holzminden-Bodenwerder gehörende Kirche wurde 1890 und 1956 renoviert 1954 wurde hinter dem historischen Orgelprospekt der Firma Euler ein gebrauchtes Orgelwerk der Firma Faber in technisch und klanglich veränderter Form durch Friedrich Weißenborn eingebaut. Die heutige Disposition lautet:
| I. Manual C-f3  | II. Manual C-f3     | Pedal C-d1       |
| --------------- | ------------------- | ---------------- |
| Holzgedackt 8'  | Lieblich Gedackt 8' | Subbass 16'      |
| Prinzipal 4'    | Spitzflöte 4'       | Prinzipalbass 8' |
| Kleingedackt 4' | Waldflöte 2'        | Oktavbass 4'     |
| Oktave 2'       | Quinte 1 1/3'       |                  |
| Terzian 2 fach  |                     |                  |
| Mixtur 4 fach   |                     |                  |

### Vereine
- Heimat- und Geschichtsverein Heinade – Hellental – Merxhausen (HGV-HHM)
- Turn- und Sportverein Heinade von 1897
- SK Heinade (Schützenverein)

## Persönlichkeiten
- Hermann Reuter (1870–1934), Jurist in der Kaiserlichen Marine und der Reichsmarine
- Paul Jorns (1871–1942), preuß. Kriegsgerichtsrat im Heeresjustizdienst, Staatsanwalt am Volksgerichtshof und ab 1936 Oberreichsanwalt